# Kaitum fjällurskog
Kaitum fjällurskog este o arie protejată (arie specială de conservare — SAC, sit de importanță comunitară — SCI) din Suedia întinsă pe o suprafață de 89.954,9 ha, integral pe uscat.

## Localizare
Centrul sitului Kaitum fjällurskog este situat la coordonatele 67°37′20″N 20°18′22″E / 67.6223°N 20.3061°E.

## Înființare
Situl Kaitum fjällurskog a fost declarat sit de importanță comunitară în decembrie 1995 pentru a proteja 2 specii de plante și 3 specii de animale. Situl a fost protejat și ca arie specială de conservare în decembrie 2009.

## Biodiversitate
Situată în ecoregiunea alpină, aria protejată conține 21 de habitate naturale: Pajiști boreale și alpine pe substrat silicios, Liziere de ierburi înalte hidrofile de câmpie și de nivel montan până la alpin, Mlaștini turboase de tranziție și turbării mișcătoare, Mlaștini împădurite, Pajiști fino-scandinave uscate până la mezice, bogate în specii de altitudine mică, Cursuri de apă de la nivel de câmpie la nivel montan, cu vegetație Ranunculion fluitantis și Callitricho-Batrachion, Râuri de munte și vegetația erbacee de pe malurile acestora, Râuri naturale fino-scandinave, Izvoare fino-scandinave și mlaștini produse de izvoare bogate în minerale, Păduri de conifere pe eskere fluvioglaciare sau legate la acestea, Turbării Palsa, Pajiști uscate europene, Păduri caducifoliate de mlaștină fino-scandinave, Tufărișuri subarctice cu Salix spp., Pășuni din zone de pădure fino-scandinave, Pajiști aluvionare boreale nordice, Taiga vestică, Pajiști alpine și boreale, Turbării Aapa, Păduri nordice subalpine/subarctice cu Betula pubescens ssp. czerepanovii, Lacuri și iazuri distrofice naturale.
La baza desemnării sitului se află mai multe specii protejate:
- plante (2): Hamatocaulis vernicosus, ochii-șoricelului (Saxifraga hirculus)
- mamifere (2): gluton (Gulo gulo), vidră de râu (Lutra lutra)
- nevertebrate (1): Vertigo geyeri